# Gerrit Reichert
Gerrit Reichert (* 1. März 1965 in Duisburg) ist ein deutscher Journalist.

## Leben
Reichert studierte nach Abitur 1984 in Rheinberg und nach Ableistung des Wehrdienstes bis 1988 Germanistik, Philosophie und Politikwissenschaft in Münster. Es folgte ein zweijähriges Volontariat bei Radio Achalm in Reutlingen. Im Anschluss studierte er wieder von 1991 bis 1995 Germanistik, Journalistik und Politikwissenschaft und schloss das Studium in Bamberg als Diplom-Germanist ab. Danach arbeitete er ab Mai 1995 zunächst als Chef vom Dienst, ab April 1996 als Chefredakteur bis 1997 bei Radio KW in Nordrhein-Westfalen, in gleicher Funktion von 1997 bis 1999 bei 94,3 r.s.2 in Berlin, von 1999 bis 2001 als Programmdirektor bei Radio Wir von hier in Bremen und von 2006 bis 2007 als Programmdirektor beim Heilbronner Privatsender Radio Ton.
Seit 2002 ist Reichert auch als freiberuflicher Journalist und Autor für Unternehmen und private Radiosender tätig. 2009 gab er mit „Das Geheimnis der Bremer Stadtmusikanten – Zauberspruch der Weihnachtszeit“ sein Debüt als Buchautor. Von 2013 bis 2016 arbeitete er als Chefredakteur für den WESER-EMS MANAGER. Das Wirtschaftsmagazin für den Nordwesten wurde in dieser Zeit von der Bremer Agentur Dialog PR in Lizenz herausgegeben. Ende 2016 veröffentlichte er das private Tagebuch des Leitenden Ingenieurs von U 96 „Das Boot“, Friedrich Grade, exklusiv in der Nordwest-Zeitung (NWZ), Oldenburg. 2018 war er Hauptautor von Publikation und Ausstellung „Buchheim 100“ des Buchheim-Museums in Bernried am Starnberger See. Im Herbst 2019 veröffentlichte Mittler (Maximilian Verlag, Hamburg) sein Buch „U 96 Realität und Mythos. Der Alte und Lothar-Günther Buchheim“. Für die im Juli 2021 eröffnete Dauerausstellung „Das Boot“ im Buchheim Museum Bernried am Starnberger See arbeitete er als Co-Kurator. Im Mai 2023 gab Reichert den Originalnachdruck des Tagebuches Friedrich Grades von der 7. Feindfahrt U 96 als Limited Edition bei Mittler heraus. Im Oktober 2024 ist die 4. Auflage von "U 96 Realität und Mythos" erschienen. Sie enthält das neue Zusatzkapitel "Fundsache 'Das Boot'". Zusammen mit dem Wilhelmshavener Journalisten Kapitän zur See a. D. Frank Ganseuer weist Reichert darin nach, dass sich Überreste des legendären Bootes nach wie vor in Wilhelmshaven befinden.
Von Mai 2021 bis Ende 2022 war Gerrit Reichert stellvertretender Pressesprecher des Verkehrsverbundes Bremen/Niedersachsen (VBN). Von Januar bis Mai 2023 arbeitete er als Pressesprecher des Maximilian Verlages (Hamburg), zu dem u. a. die maritime Buchmarke Koehler sowie die fachmilitärische Buchmarke Mittler gehören. Seit Juni 2023 arbeitet Reichert wieder als freier Journalist und Autor. Im Oktober 2024 ist sein neues Buch "Generation W 15 - 456 Tage beim Bund" in Zusammenarbeit mit dem Journalisten Benjamin Vorhölter erschienen. Mit 16 Jahren Dauer war W 15 die längste Wehrdienstdauer in Westdeutschland mit den meisten Wehrdienstleistenden, rund 3,5 Millionen jungen Männern, den "Baby-Boomern".

## Werke
- Das Geheimnis der Bremer Stadtmusikanten: Zauberspruch der Weihnachtszeit. Sujet Verlag, Bremen 2009, ISBN 978-3-933995-41-4
- Buchheim 100 (Hauptautor). Buchheim-Verlag, Bernried am Starnberger See 2018, ISBN 978-3-7659-1096-8
- U 96 Realität und Mythos Der Alte und Lothar-Günther Buchheim. Mittler, Hamburg 2019, ISBN 978-3-8132-1108-5
- U 96 Realität und Mythos Limited Edition. Mittler, Hamburg 2023, ISBN 978-3-8132-1129-0
- U 96 Realität und Mythos – Der Alte und Lothar-Günther Buchheim. 4. Auflage mit Zusatzkapitel „Fundsache 'Das Boot'“, Mittler, Hamburg 2024, ISBN 978-3-8132-1139-9
- Generation W 15 - 456 Tage beim Bund (1973–1989), Mittler, Hamburg 2024, ISBN 978-3-8132-1130-6